# Тысменицкий район

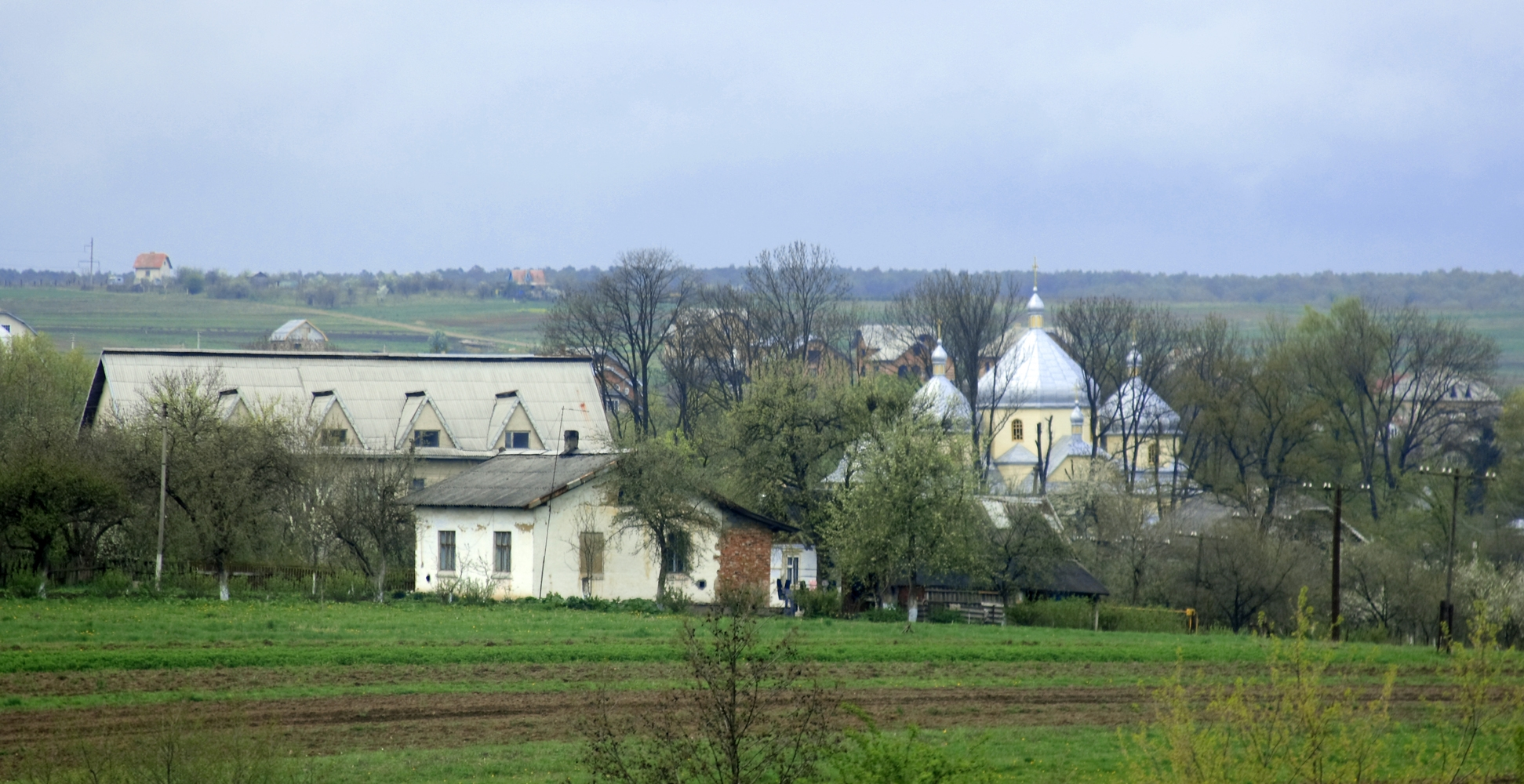
Село Тязов в Тысменицком районе

Ты́сменицкий райо́н (укр. Тисменицький район) — бывшая административная единица Ивано-Франковской области Украины. Административный центр — город Тысменица.
Образован в 1940 году. 11 марта 1959 года к Тысменицкому району была присоединена часть территории упразднённого Станиславского района. В 1963 году район был упразднён, а в 1966 году восстановлен как Ивано-Франковский район. В 1982 году переименован в Тысменицкий. Ликвидирован в 2020 году.